# Medalla i Premi Nevill Mott
La Medalla i Premi Nevill Mott és un premi atorgat per l'Institut de Física del Regne Unit. Fou establert el 1997 gràcies a una donació de la família Nevill Mott. Nevill Francis Mott va ser un important físic teòric britànic expert en matèria condensada guanyador del premi Nobel de Física el 1977. El premi s'atorga per recerca assenyalada en física de la matèria condensada o en física de materials, i consisteix en una medalla de plata i un premi de 1000£.

## Guanyadors
Els següents investigadors han estat receptors de la medalla:
- 2019 Stephen Hayden[4][5]
- 2018 Laura Herz
- 2017 Michael Finnis[6][7]
- 2015 John Saunders
- 2013 Andrew Shields
- 2011 Andrew P. Mackenzie[8]
- 2009 Gillian Gehring[9][10]
- 2008 Gabriel Aeppli
- 2007 Andre Geim[11][12]
- 2006 Peter Weightman
- 2005 Athene Donald[13]
- 2004 Ted Forgan[14][15]
- 2003 D. Phillip Woodruff
- 2002 Maurice Sidney Skolnick[16]
- 2001 Manuel Cardona
- 2000 Michael Pepper